# العلاقات الكورية الشمالية اللاوسية
العلاقات الكورية الشمالية اللاوسية هي العلاقات الثنائية التي تجمع بين كوريا الشمالية ولاوس.

## مقارنة بين البلدين
هذه مقارنة عامة ومرجعية للدولتين:
| وجه المقارنة                                              | كوريا الشمالية                        | لاوس        |
| --------------------------------------------------------- | ------------------------------------- | ----------- |
| المساحة (كم2)                                             | 120.54 ألف                            | 236.80 ألف  |
| عدد السكان (نسمة)                                         | 25.49 مليون                           | 6.86 مليون  |
| الكثافة السكانية (ن./كم²)                                 | 211.47                                | 28.97       |
| العاصمة                                                   | بيونغيانغ                             | فيينتيان    |
| اللغة الرسمية                                             | لغة كوريا الشمالية القياسية ‏          | اللغة اللاو |
| العملة                                                    | وون كوري شمالي                        | كيب لاوي    |
| الناتج المحلي الإجمالي (بليون دولار)                      |                                       | 16.85 مليار |
| الناتج المحلي الإجمالي (تعادل القوة الشرائية) بليون دولار |                                       | 38.71 مليار |
| الناتج المحلي الإجمالي الاسمي للفرد دولار أمريكي          |                                       | 1.82 ألف    |
| الناتج المحلي الإجمالي للفرد دولار أمريكي                 |                                       |             |
| مؤشر التنمية البشرية                                      |                                       | 0.575       |
| رمز المكالمات الدولي                                      | +850                                  | +856        |
| رمز الإنترنت                                              | .kp                                   | .la         |
| المنطقة الزمنية                                           | ت ع م+08:30، ت ع م+08:30، ت ع م+09:00 | ت ع م+07:00 |

## منظمات دولية مشتركة
يشترك البلدان في عضوية مجموعة من المنظمات الدولية، منها:
| علم المنظمة | اسم المنظمة           | تاريخ انضمام كوريا الشمالية | تاريخ انضمام لاوس |
| ----------- | --------------------- | --------------------------- | ----------------- |
|             | الأمم المتحدة         | 17 سبتمبر 1991              | 14 ديسمبر 1955    |
|             | منتدى آسيان الإقليمي ‏ | ?                           | ?                 |
|             | يونسكو                | 18 أكتوبر 1974              | 9 يوليو 1951      |

## وصلات خارجية
- موقع وزارة الخارجية الكورية الشمالية